# Burg Ehrenfels (St. Radegund)
Die Burg Ehrenfels ist die Ruine einer Höhenburg auf dem Gebiet der Gemeinde Sankt Radegund bei Graz im steirischen Bezirk Graz-Umgebung.

## Geschichte
Burg Ehrenfels wurde vermutlich am Beginn des 13. Jahrhunderts durch Otto II. von Graz errichtet, einen landesfürstlich-babenbergischen Ministerialen, der sich 1229 von Ehrenfels nannte. 
Vielleicht gab es schon einen Vorgängerbau. Die Anlage kontrollierte den Römerweg, einen stark frequentierten Straßenzug von Rinnegg Richtung Semriach und Passail. Im Jahr 1277 war die Burg im Besitz der Brüder Heinrich, Wulfing und Otto von Ehrenfels, Söhne des Otto von Trennstein. 
Die Herren von Ehrenfels dienten ab Ende des 13. Jahrhunderts als Ministerialen den Bamberger Bischöfen in Kärnten, wo sie in St. Leonhard im Lavanttal ab 1373 ein weiteres Haus Ehrenfels schufen und hohe Ämter erlangten, deren Stammsitz war das dortige Schloss Ehrenfels. Mit dem Tod Hans’ von Ehrenfels 1442 erlosch die Familie. 
Der neue Besitzer der steirischen Burganlage war aber schon seit 1424 Konrad von Kraig. 1449 wechselte die Herrschaft den Besitz und gehörte von nun an Hans von Stubenberg. Nach der Verlegung des Verwaltungssitzes nach Stubegg und Gutenberg verfiel die unbewohnte Burg zur Ruine. Bereits 1730 wird sie als solche bezeichnet. Die Stubenberger bleiben bis ins 19. Jahrhundert die Eigentümer von Burg Ehrenfels. 
Ab 1964 wurde mit der Restaurierung begonnen und Teile wurden wieder bewohnbar gemacht. Burg Ehrenfels befindet sich in Privatbesitz.

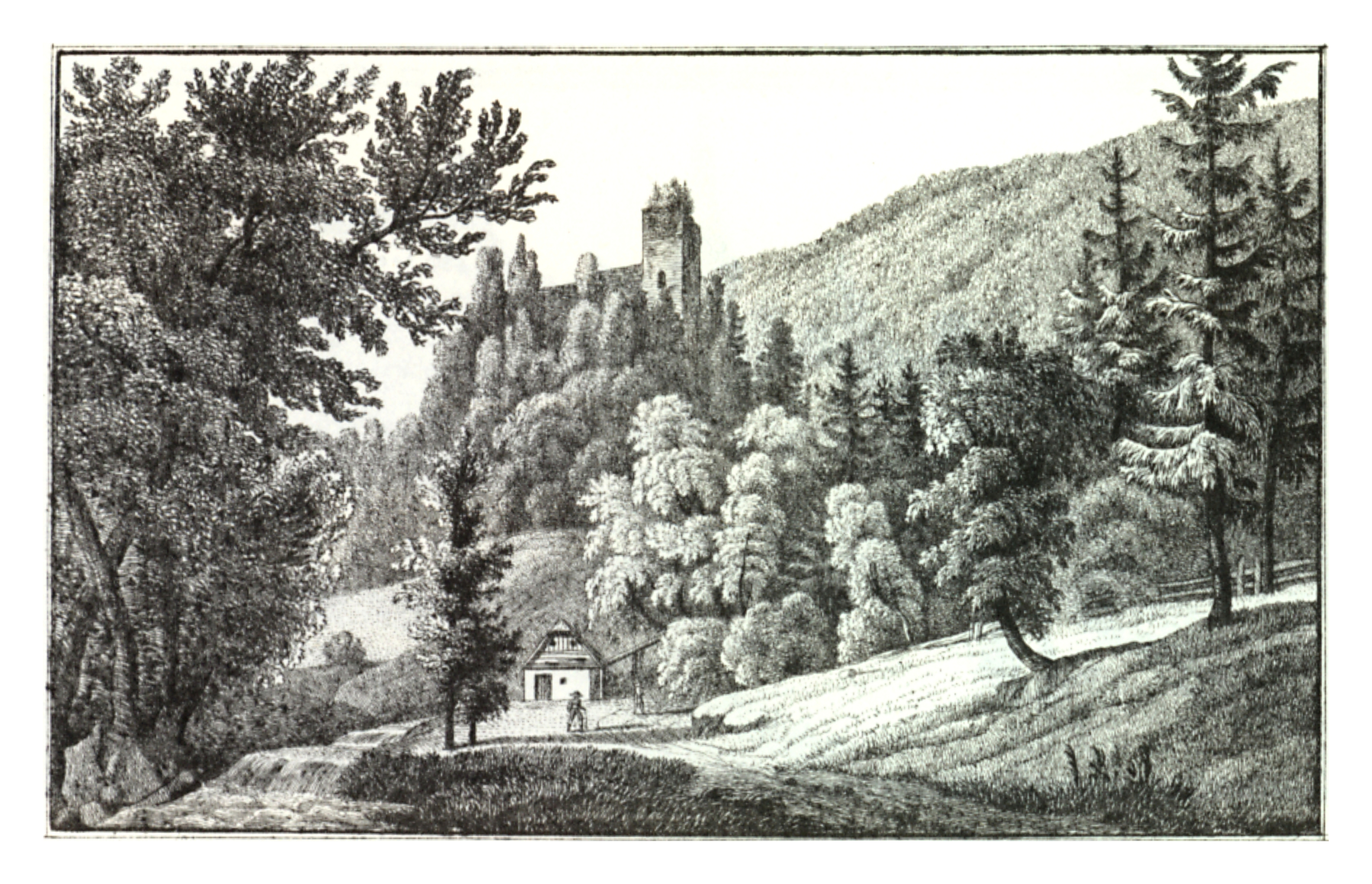
Burg Ehrenfels in der Klamm um 1830, Lith. Anstalt J.F. Kaiser, Graz
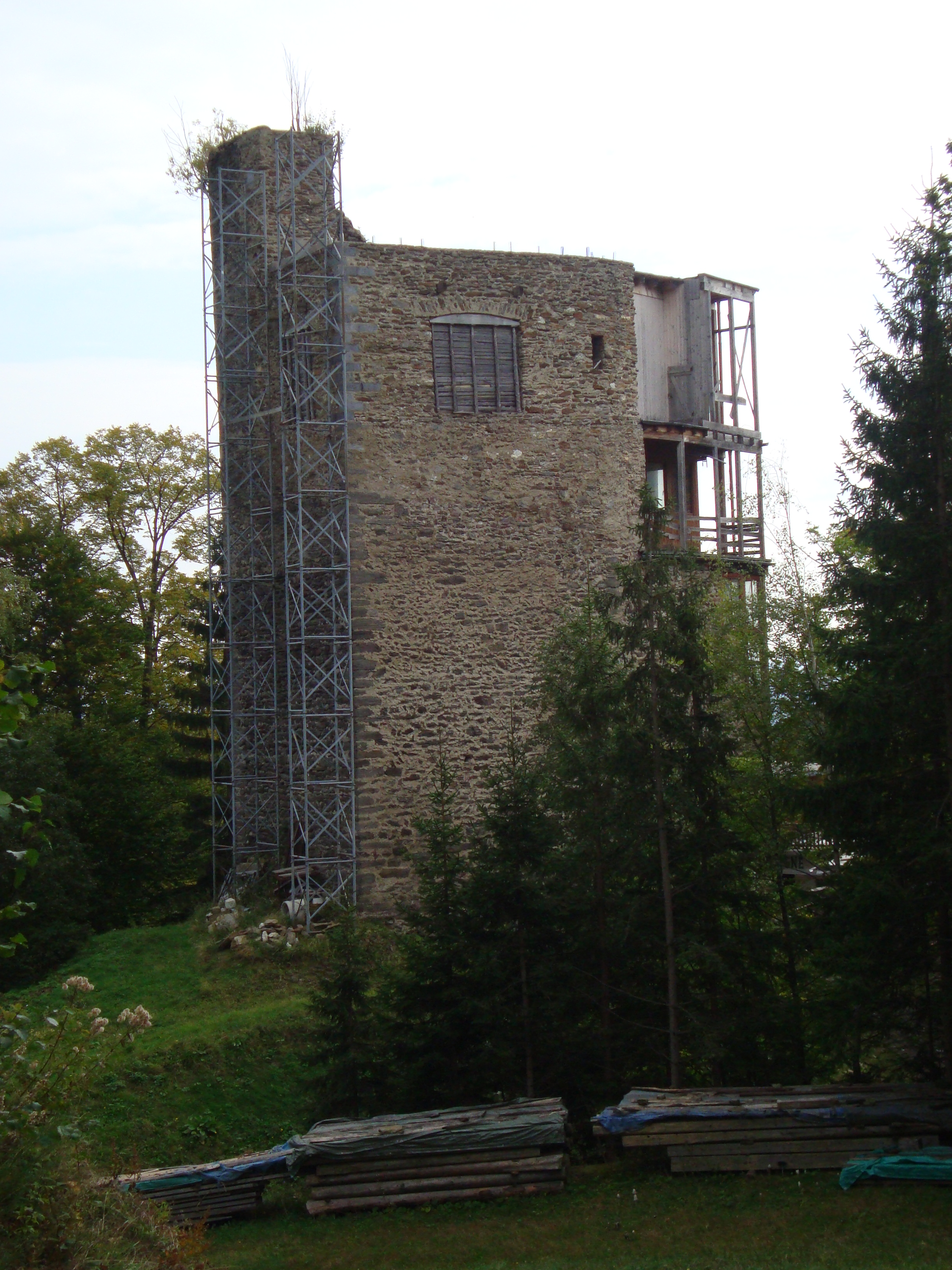
Turm der Burg
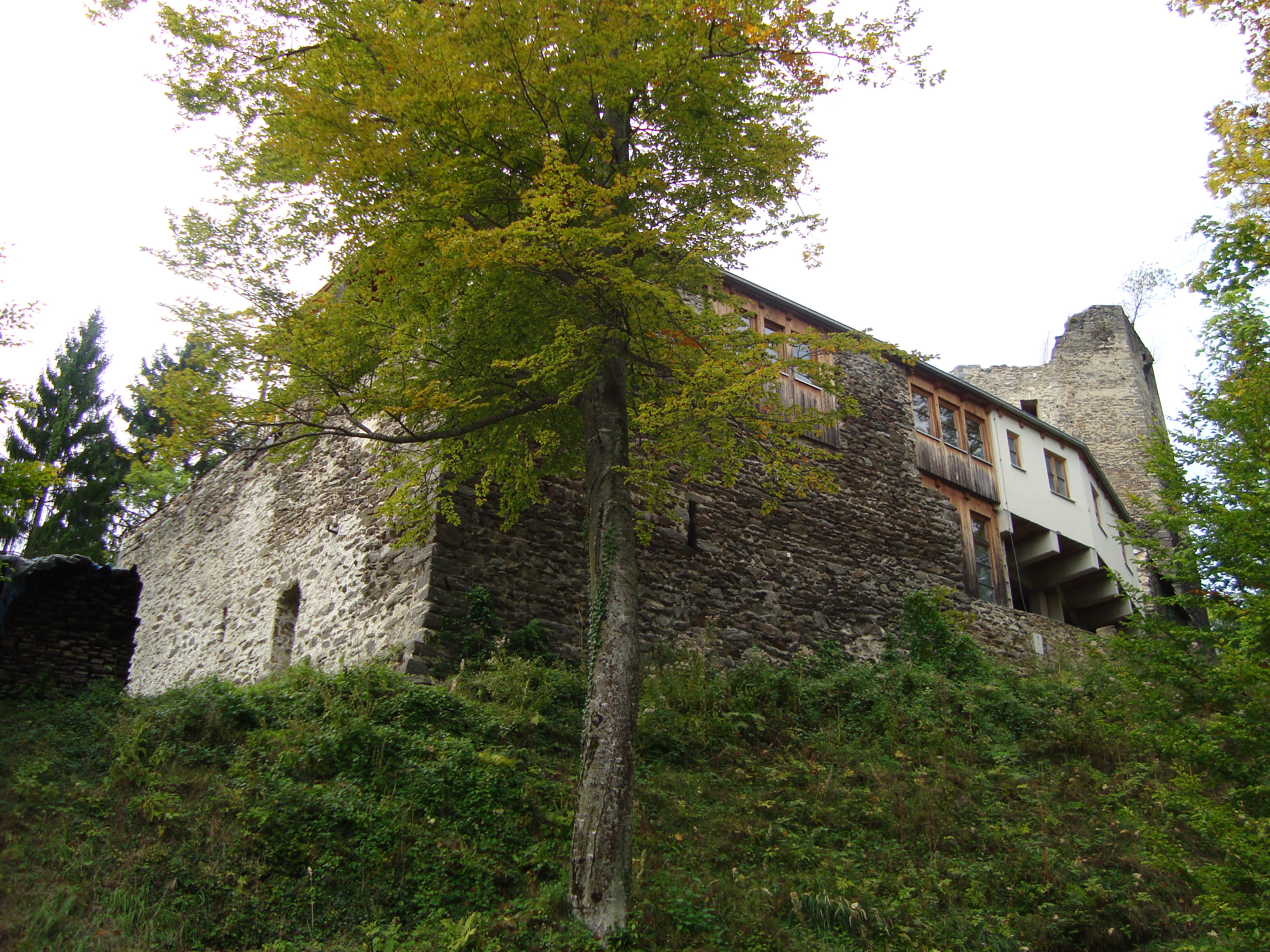
Neu ausgebauter Wohntrakt der Anlage